# Maria Teresa Cabré i Castellví
Maria Teresa Cabré i Castellví   (l'Argentera, 10 de febrer de 1947) és una lingüista i filòloga catalana, especialista en lingüística aplicada, lexicologia, morfologia lèxica, lexicografia, terminologia i neologia. És presidenta de l'Institut d'Estudis Catalans des del 2021, quan esdevingué la primera dona a presidir la institució després de 114 anys d’història.

## Biografia i trajectòria
Es llicencià en Filosofia i Lletres a la Universitat de Barcelona el 1969 i s'hi doctorà en Filologia Romànica el 1977 amb la tesi Lenguajes especiales: Estudio léxico-semántico de los debates parlamentarios del 1931, sota la direcció d'Antoni M. Badia i Margarit. Des del 1990 ocupà la càtedra de Lingüística Descriptiva Catalana a la Universitat de Barcelona i a partir del 1994, la càtedra de Lingüística i Terminologia de la Universitat Pompeu Fabra. En aquesta universitat també ha dirigit la Càtedra Pompeu Fabra.
Ha estat professora a la Universitat Autònoma de Barcelona del 1969 al 1970, a l'Estudi General Lul·lià de Mallorca (vinculat a la Universitat de Barcelona, i precedent de l'actual Universitat de les Illes Balears) entre el 1970 i el 1971, a la Universitat de Barcelona entre el 1971 i el 1993, i ho és a la Universitat Pompeu Fabra des del 1993. En aquesta última universitat ha dirigit el programa de doctorat en Lingüística Aplicada entre el 1994 i el 2002, l'Escola Internacional d'Estiu de Terminologia entre el 1997 i el 2009, i el Màster online en Terminologia des del 2003.
Des del 2019, Cabré presideix el Consell Supervisor del TERMCAT, entitat que creà el 1985 per encàrrec de la Generalitat de Catalunya i de la qual fou la primera directora fins al 1988. Fundà el Servei de Llengua Catalana de la Universitat de Barcelona, i el dirigí entre el 1989 i el 1992. Fou vicerectora de Recerca a la Universitat Pompeu Fabra entre el 1994 i el 1997 i dirigí el Centre de Referència en Enginyeria Lingüística del Pla de Recerca de Catalunya entre el 1998 i el 2001. També formà part de l'equip de redacció de la revista Quaderns Tècnics, publicació pionera de la divulgació tecnològica en català.
A la Universitat Pompeu Fabra, Cabré creà l'Institut de Lingüística Aplicada (IULA), que dirigí entre el 1993 i el 2004. Dins de l'IULA, fundà el grup de recerca IULATERM (Lèxic i Tecnologia), del qual fou investigadora principal fins al 2014. Aquest grup, amb la col·laboració del TERMCAT, creà una eina de seguiment de la terminologia normalitzada (ESTEN).  Altres projectes desenvolupats per l'IULA són Terminus 2.0, un gestor de corpus i terminologia i l'Observatori de Neologia, que fou creat el 1988 a la Universitat de Barcelona i el 1994 fou incorporat a l'IULA.
Cabré és membre de l'Institut d'Estudis Catalans des del 1989. L'any 1993 rebé l'encàrrec de dirigir les Oficines Lexicogràfiques, des d'on coordinà la primera edició del Diccionari de la llengua catalana de l'Institut d'Estudis Catalans, publicat el 1995, que actualitzava el Diccionari General de la Llengua Catalana (1932) de Pompeu Fabra. En presidí la Secció Filològica del 2014 al 2021 i durant el seu mandat es publicaren diverses obres normatives de l'Institut d'Estudis Catalans, iniciades amb anterioritat, com ara l'actualització de l'Ortografia Catalana (2016) i la nova Gramàtica de la llengua Catalana (2016). El 2021 deixà la Secció Filològica per ocupar la presidència de l’IEC, càrrec que revalidà el 2025, iniciant un període que té com a objectiu projectar a l'exterior la tasca de la institució, i donar a conèixer la recerca que s'hi du a terme.
És membre fundadora i ha ocupat diversos càrrecs de responsabilitat a les xarxes i associacions següents: Xarxa Iberoamericana de Terminologia, Xarxa Panllatina de terminologia, Societat Catalana de Terminologia Associació Espanyola de Terminologia, i del grup de lèxic de l'European Linguistic Research Association. Forma part de diversos consells assessors d'organismes (Consell Social de la Llengua Catalana, Consell Assessor de l'Associació Europea de Terminologia, Termnet, entre d'altres) i de nombrosos comitès científics de revistes, com ara Terminology, Terminàlia, Sendebar, Mots, Hermeneus, Cahiers de Linguistique sociale.

## Premis i reconeixements
El 1996 rebé la Medalla Narcís Monturiol al mèrit científic, el 2006 fou investida doctora honoris causa per la Universitat Ricardo Palma de Lima i el 2007 rebé el premi internacional de Terminologia Eugen Wüster. Li fou concedit el Premi del Consell Social de la Universitat Pompeu Fabra a la Qualitat en la Docència, l'any 2009. El 2008 fou distingida amb el grau de Chevalier de l'Ordre des Arts et des Lettres pel Ministeri de la Cultura i de la Comunicació de la República Francesa. El 2015 li fou concedida la Creu de Sant Jordi «en reconeixement a [sic] una trajectòria científica i docent que ha contribuït a prestigiar la llengua catalana». L'any 2018 fou investida doctora honoris causa per la Universitat de Ginebra en reconeixement de les seves contribucions en terminologia i lingüística. El 2019 fou nominada Membre Internacional del Centre de Normalització i Política Lingüística de la Xina distingida per la seva experiència en lingüística aplicada, lexicografia i terminologia. El 2025 fou investida doctora honoris causa per la Universitat de Vic «per la seva sòlida trajectòria en l’àmbit de la lingüística, tant a la universitat com al capdavant d’altres institucions, i per la seva rellevant contribució a la modernització de la llengua catalana, amb el desenvolupament d’una tasca de gran valor en el camp de la lexicografia, la terminologia i la neologia». El mateix any rebé el Memorial Francesc Macià, en la categoria individual, per «la seva àmplia i rellevant trajectòria científica, investigadora i docent en Filologia Catalana».

## Publicacions (selecció de llibres)[calcitació]
- Lenguajes especiales: estudio léxico-semántico de los debates parlamentarios de 1931.  Barcelona: Universitat de Barcelona, 1979. [tesi doctoral]
- Lexicologia i semàntica.  Barcelona: Enciclopèdia Catalana, 1985. (amb Gemma Rigau)
- Els serveis lingüístics.  Barcelona: PPU, 1989.
- Lingüística aplicada: noves perspectives, noves professions, noves orientacions.  Barcelona: Publicacions de la Universitat de Barcelona; Caixa de Pensions, 1990. (amb Lluís Payrató).
- Catàleg de diccionaris catalans (1940-1988).  Barcelona: Publicacions de la Universitat de Barcelona, 1991. (amb Mercè Lorente).
- La terminologia. La teoria, els mètodes, les aplicacions.  Barcelona: Empúries, 1992. [Traduït i adaptat al castellà (1993), al francès (1998) i a l'anglès (1999)].
- A l'entorn de la paraula. Qüestions de lexicologia. Volum I: Lexicologia general. Volum II: Lexicologia catalana.  València: Servei de publicacions de la Universitat de València, 1994.
- La Terminología. Representación y comunicación.  Barcelona: Institut Universitari de Lingüística Aplicada de la Universitat Pompeu Fabra, 1999.
- Configuración morfológica y estructura argumental: léxico y diccionario.  Zarautz: Servicio Editorial de la Universidad de País Vasco, 2000. (coordinat amb Lluïsa Gràcia, Miren Azkarate i Soledad Valera).
- Lèxic i neologia.  Barcelona: Institut Universitari de Lingüística Aplicada de la Universitat Pompeu Fabra, 2002.
- La enseñanza de los lenguajes de especialidad. La simulación global.  Madrid: Gredos, 2006. (amb Josefa Gómez de Enterría).
- Application-Driven Terminology Engineering..  Amsterdam; Philadelphia: John Benjamins Publishing Company., 2007. (editat amb Fidelia Ibekwe-SanJuan i Anne Condamines).
- Les paraules noves: criteris per detectar i mesurar els neologismes..  Vic, Barcelona: EUMO, 2009. (editat amb Rosa Estopà).
- Mots nous en català: una panoràmica geolectal = New words in Catalan: A diatopic view.  Amsterdam: John Benjamins., 2014. (editat amb Ona Domènech i Rosa Estopà).
- La neologia lèxica catalana.  Barcelona: Institut d'Estudis Catalans, 2015. (editat amb Judit Freixa i Elisenda Bernal).

## Diccionaris[calcitació]
- Vocabulari de la merceria.  Barcelona: Generalitat de Catalunya, 1984. (amb Montserrat Alegre, Emili Pascual, Cèlia Riba i Albert Rico).
- Vocabulari de la lexicometria (català-castellà-francès).  Barcelona: Publicacions de la Universitat de Barcelona, 1991.
- DIEC. Diccionari de la llengua catalana.  Barcelona: Institut d'Estudis Catalans, 1995. [direcció]
- DIDAC. Diccionari escolar.  Vic: EUMO, 1995. [direcció]
- Taula de formants cultes.  Barcelona: Institut Universitari de Lingüística Aplicada de la Universitat Pompeu Fabra, 1997. [coordinació]
- Diccionari de paraules noves. Neologismes recollits a la premsa.  Barcelona: Enciclopèdia Catalana, 1998. (coordinat amb Judit Freixa i Elisabet Solé)